# Hubyar Dede
Hubyar Dede (türkisch auch Hubyar Sultan, «der heilige Hubyar Dede») war ein Sufi (islamischer Mystiker) in Kleinasien, der zur selben Zeit wie Hadschi Bektasch, also in der zweiten Hälfte des 13. Jahrhunderts, gelebt hat. Sein richtiger Name war vermutlich Ahmet, dies geht aus einigen erhaltenen Gedichten hervor. Der Legende nach hat er seinen Namen von Hadschi Bektasch persönlich erhalten.

## Herkunft
Er zählt zu den alevitischen Pir-Persönlichkeiten aus Chorasan (Persien). Nach der Überlieferung stammt er aus der Familie Ali ibn Abi Talibs ab, sodass er als Araber zu betrachten wäre. Zeitgleich mit Hadschi Bektasch soll seine Auswanderung aus Persien stattgefunden haben, wo sie sich dann in Anatolien, in der Provinz Nevşehir wieder zusammenfanden. Aus seinen Gedichten geht hervor, dass er ein Derwisch der Yesevi-Tariqa war.

## Geschichte
Hubyar Sultan wird von Hacıbektaş damit beauftragt, die alevitische Lehre in der Provinz Tokat zu forcieren. Weit entfernt von der städtischen Kultur und dem Einfluss der Politik, in einem entlegenen Dorf in der Region Almus, das nach ihm benannt ist, leben heute noch seine Nachfolger. Weiterhin gibt es dort ein Tekke, wo jährlich tausende Anhänger des Hubyar-Ordens hinpilgern. Als spiritueller Führer seines Ordens erlangte er schon zu Lebzeiten Ruhm und Ansehen, weit über die Dorf- und Provinzgrenzen hinaus.

## Verbreitung
Der Hubyar Dede-Orden ist nach dem Bektaschi-Orden populationsmäßig die zweitgrößte Ordenschaft der Aleviten insgesamt. Trotz dessen, dass in etwa 15 Provinzen der Türkei Anhänger des Hubyar Dede-Ordens leben, ist der Orden bei weitem nicht so bekannt wie der Bektaschi-Orden.
| Personendaten    | Personendaten                        |
| ---------------- | ------------------------------------ |
| NAME             | Hubyar Dede                          |
| ALTERNATIVNAMEN  | Hubyar Sultan; Hubuyar; Hubyâr Abdal |
| KURZBESCHREIBUNG | Mystiker                             |
| GEBURTSDATUM     | 13. Jahrhundert                      |
| STERBEDATUM      | 13. Jahrhundert                      |